# شهر توکیو
شهر توکیو (به ژاپنی: 東京市، Tōkyō-shi) یک شهرداری در ژاپن و بخشی از استان توکیو (۱۹۴۳–۱۸۶۸) بود که از ۱ مه ۱۸۸۹ تا ادغام آن با استان آن در ۱ ژوئیه ۱۹۴۳ وجود داشت. مرزهای تاریخی شهر توکیو توسط بخشهای ویژه توکیو اکنون اشغال شده‌است. دولت تازه ادغام شده به آنچه توکیو کنونی نامیده می‌شود، تبدیل شد که به عنوان کلان‌شهر توکیو یا به‌طور مبهم، «استان توکیو» شناخته می‌شود.